# 李贻赞
李贻赞（1910年—），浙江鄞县人，中华人民共和国政治人物，中国民主建国会中央委员会原委员，中华全国工商业联合会执行委员会原常务委员，第四、五届全国政协委员。